# 托尼·夏普
托尼·夏普（英語：Tony Sharpe，1961年6月28日—），加拿大男子田径运动员，主攻短跑。他曾代表加拿大参加1984年夏季奥林匹克运动会田径比赛，获得男子4×100米接力铜牌。